# Economia di Timor Est

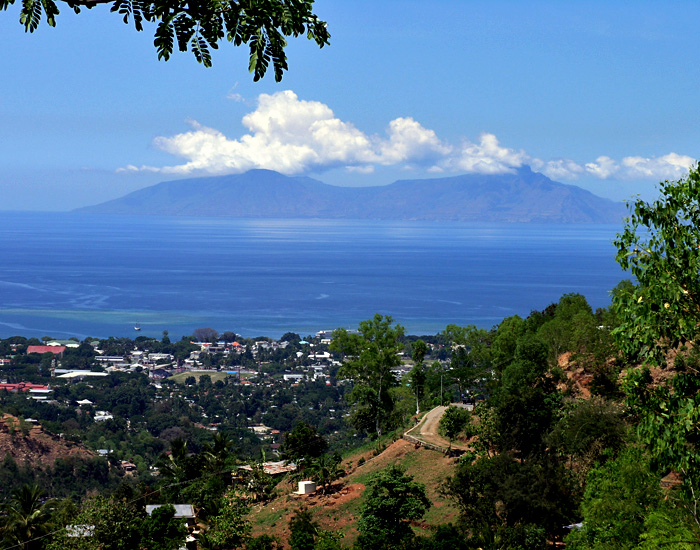
Dili è il principale centro economico e commerciale di Timor Est

L'economia di Timor Est è classificata dalla Banca Mondiale  un'economia a basso reddito. È collocata 133ª nell'Indice di sviluppo umano, indicando un livello medio di sviluppo umano.. Il 20% della popolazione è disoccupato, e il 52,9% vive con meno di $1,25 al giorno. Circa la metà della popolazione è analfabeta. Con il 27%, il tasso di urbanizzazione di Timor orientale è uno dei più bassi al mondo.
Nel 2007, un cattivo raccolto ha causato una "grave crisi alimentare" a Timor orientale. A novembre, undici sottodistretti avevano ancora bisogno di cibo fornito dagli aiuti internazionali.
Secondo i dati raccolti nel censimento del 2010, l'87,7% delle famiglie urbane e il 18,9% di quelle rurali dispone di elettricità, per una media complessiva del 36,7%.
Prima e durante la colonizzazione, l'isola di Timor era nota soprattutto per la coltivazione del sandalo. L'amministrazione coloniale portoghese ha anche avallato concessioni alla Oceanic Exploration Corporation per lo sviluppo di giacimenti di petrolio e gas. Tuttavia, l'invasione indonesiana nel 1976 ha stoppato e rallentato lo sfruttamento.

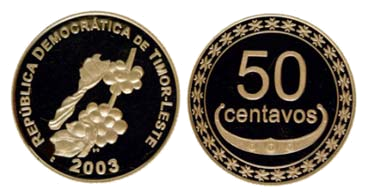
Moneta da 50 centesimi di Timor Est (2006)

Le risorse petrolchimiche sono state divise tra Indonesia e Australia con il Trattato di Timor Gap nel 1989. Il trattato stabiliva le linee guida per lo sfruttamento congiunto delle risorse dei fondali marini nell'area del "gap" lasciato dall'allora Timor portoghese nel confine marittimo concordato tra i due paesi nel 1972.. I ricavi dell'area "congiunta" erano da dividere a metà. Woodside Petroleum e ConocoPhillips hanno iniziato lo sviluppo di alcune risorse nel Timor Gap per conto dei due governi nel 1992.
Alla fine del 1999, circa il 70% delle infrastrutture economiche di Timor orientale è stato distrutto da truppe indonesiane e dalle milizie anti-indipendenza, e 260.000 persone sono fuggite verso ovest. Dal 2002 al 2005, un programma internazionale guidato dalle Nazioni Unite, presidiato da consulenti civili, 5.000 forze di pace (8.000 al massimo) e 1.300 agenti di polizia, ha sostanzialmente ricostruito l'infrastruttura. Entro la metà del 2002, tutti i rifugiati tranne circa 50.000 erano tornati.
Mentre Timor Est ha ottenuto entrate dalle riserve offshore di petrolio e gas, poco è stato speso per lo sviluppo dei villaggi, che ancora dipendono dall'agricoltura di sussistenza., quasi la metà della popolazione di Timor orientale viveva in condizioni di estrema povertà.
Dal 2008 però l'economia timorese è in forte crescita, grazie allo sfruttamento dei giacimenti di gas naturale e petrolio trovati in fondo al mare; le statistiche riportavano una crescita superiore all'8% annuo, inferiore in Asia solo a quella della Mongolia; oltre a questo sono aumentati anche gli investimenti dei residenti che hanno deciso di aprire attività e anche quelli stranieri; il turismo è ancora poco sviluppato, ma ha grandissime potenzialità di crescita grazie al mare pressoché incontaminato; secondo stime governative, se la crescita economica rimarrà tale per un lungo periodo di tempo, entro il 2030 il paese potrebbe diventare una potenza a medio reddito.
L'economia è cresciuta di circa il 10% nel 2011 e ad un ritmo simile nel 2012.

## Agricoltura, allevamento e pesca

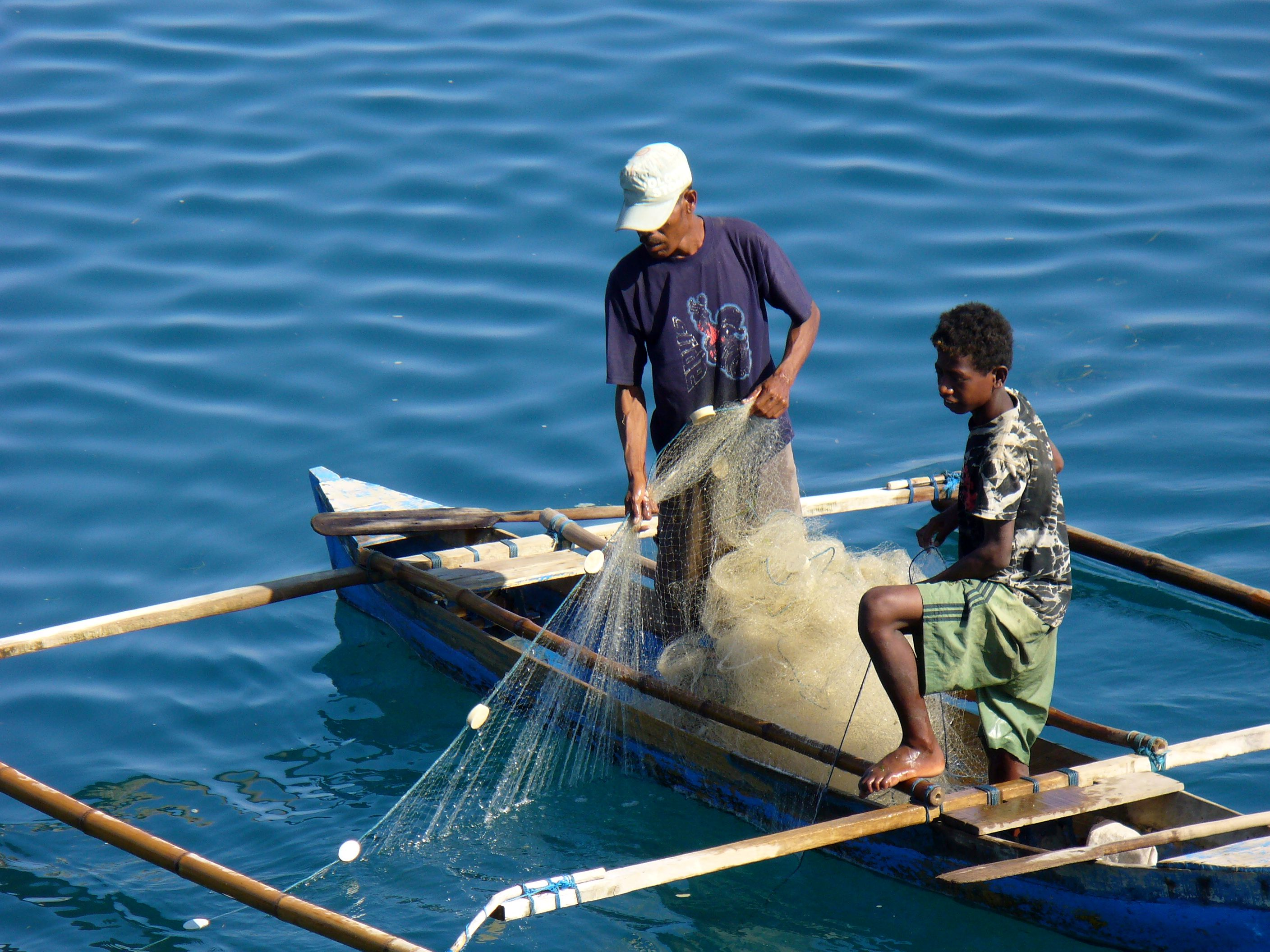
Pescatori a Dili

Il settore agricolo impiega l'80% della popolazione attiva di Timor orientale. Nel 2009, circa 67.000 famiglie coltivavano caffè a Timor Est, con un'ampia percentuale di povertà. Nel 2009 c'erano 11.000 famiglie che coltivavano fagioli verdi, la maggior parte delle quali con agricoltura di sussistenza. Il 94% del pescato domestico proviene dall'oceano, in particolare dalla pesca costiera.. Il 66% delle famiglie è in parte sostenuto da queste attività di sussistenza, tuttavia il paese nel suo insieme non riesce a produrre cibo a sufficienza per essere autosufficiente e quindi deve fare affidamento sulle importazioni. Caffè, riso, mais, cocco, manioca, soia, banana, mango e patata dolce sono le altre colture.

## Settore secondario

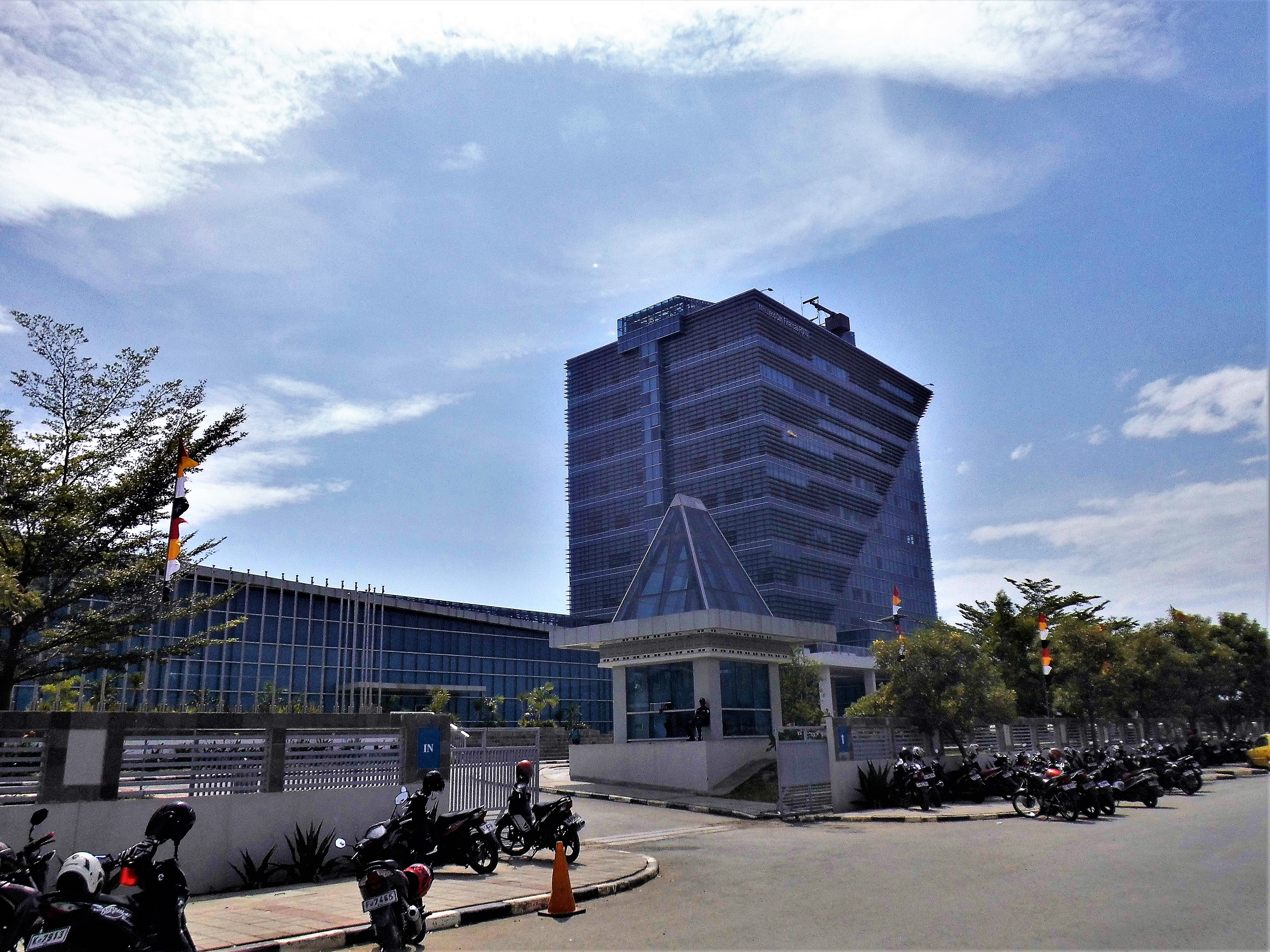
Ministero delle finanze a Dili

Nel rapporto Doing Business 2013 della Banca mondiale sulla facilità di fare affari nel paese, Timor Est è stata classificata al 169º posto assoluto e ultima nella regione dell'Asia orientale e del Pacifico. Il paese è andato particolarmente male nelle categorie "registrazione di proprietà", "esecuzione dei contratti" e "risoluzione di insolvenza", classificandosi all'ultimo posto a livello mondiale in tutte e tre le categorie. Nel 2020 si è classificata al 181º posto. Non esistono leggi sui brevetti a Timor Est.

## Settore terziario
Nel 2017 il Paese è stato visitato da 75.000 turisti. Dalla fine degli anni 2010, il turismo è si sta sviluppando lentamente e il numero di hotel e resort è aumentato. Il governo ha deciso di investire nell'ampliamento del Aeroporto Internazionale Presidente Nicolau Lobato. La Banca centrale di Timor Est si occupa delle finanze del paese; è stata formalmente istituita il 13 settembre 2011, in sostituzione dell'Autorità bancaria e dei pagamenti di Timor Est (BPA) e dell'Ufficio centrale dei pagamenti ed è responsabile della politica monetaria.